# جليلة بنت علي بن الحسين
جليلة بنت الملك علي بن الشريف الحسين بن علي (1922 - 29 ديسمبر 1955) أصغر بنات الملك علي بن الحسين آخر ملوك المملكة الحجازية الهاشمية، وحفيدة الشريف الحسين بن علي مُؤسس المملكة الحجازية الهاشمية، قائدُ الثورة العربية الكبرى.

## وفاتها
في 1947م أصيبت بمرض فأجريت لها عملية جراحية مُنعت فيها من الحمْل فبدأت حالتها النفسية والصحية تزداد سوءاً فأصيبت بلوثة عقلية ما دفعها لإحراق نفسها بمدفأة الحمام توفيت بعد أن نُقلت إلى مستشفى السامرائي ولكنها لم تقاوم إلى عصر اليوم التالي بعد تسمم جسدها.

## حياتها الخاصة

### نسبها
هي جليلة بنت علي بن الحسين بن علي بن محمد بن عبد المعين بن عون بن محسن بن عبد الله بن الحسين بن عبد الله بن الحسن بن محمد بن أبو نمي الثاني بن بركات بن محمد بن بركات بن الحسن بن عجلان بن رميثة بن محمد بن أبو نمي الأول بن الحسن بن علي الأكبر بن قتادة بن ادريس بن مطاعن بن عبد الكريم بن عيسى بن الحسين بن سليمان بن علي بن عبد الله بن محمد الثائر بن موسى الثاني بن عبد الله الرضى بن موسى الجون بن عبد الله المحض بن الحسن المثنى بن الحسن بن علي بن أبي طالب الحسني الهاشمي القرشي.

### زواجها
تزوجت من من أبن خالها الشريف حازم بن سالم بن عبدالله ولم تنجب أطفالا.